# Штедель
Штедель (нім. Städel), офіційно Штеделівський художній інститут і міська галерея — художній музей у Франкфурті-на-Майні, заснований в 1816 році. Одна з найбільш значущих колекцій мистецтва в Німеччині .
У музеї знаходяться 2 700 картин (600 з яких у діючій експозиції) і 600 скульптур, а також колекція графіки, що налічує близько ста тисяч робіт.

## Історія
«Штедель» був заснований в 1816 році. Свою назву художній інститут отримав на честь свого засновника — франкфуртського банкіра і комерсанта Йоганна Фрідріха Штеделя . Призначення художнього інституту — публічна галерея і школа мистецтв.
У 1878 році було відкрито нове приміщення музейного комплексу на набережній Шаумайнкай (яку часом називають Музейною набережною) в стилі ґрюндерства. Будівля дуже постраждала під час Другої світової війни, тож музей довелося відбудовувати заново. Нове приміщення було споруджене в 1966 році за проектом франкфуртського архітектора Йоганнеса Крана. У 1990 році музей одержав нові площі за рахунок будинку на Гольбайнштрассе, споорудженому за проектом Густава Пайхля. Тут розташовуються фонди мистецтва XX ст. й проводяться спеціалізовані виставки. У 1997—1999 роках проводилися ремонтні роботи й перебудова галереї.

## Галерея

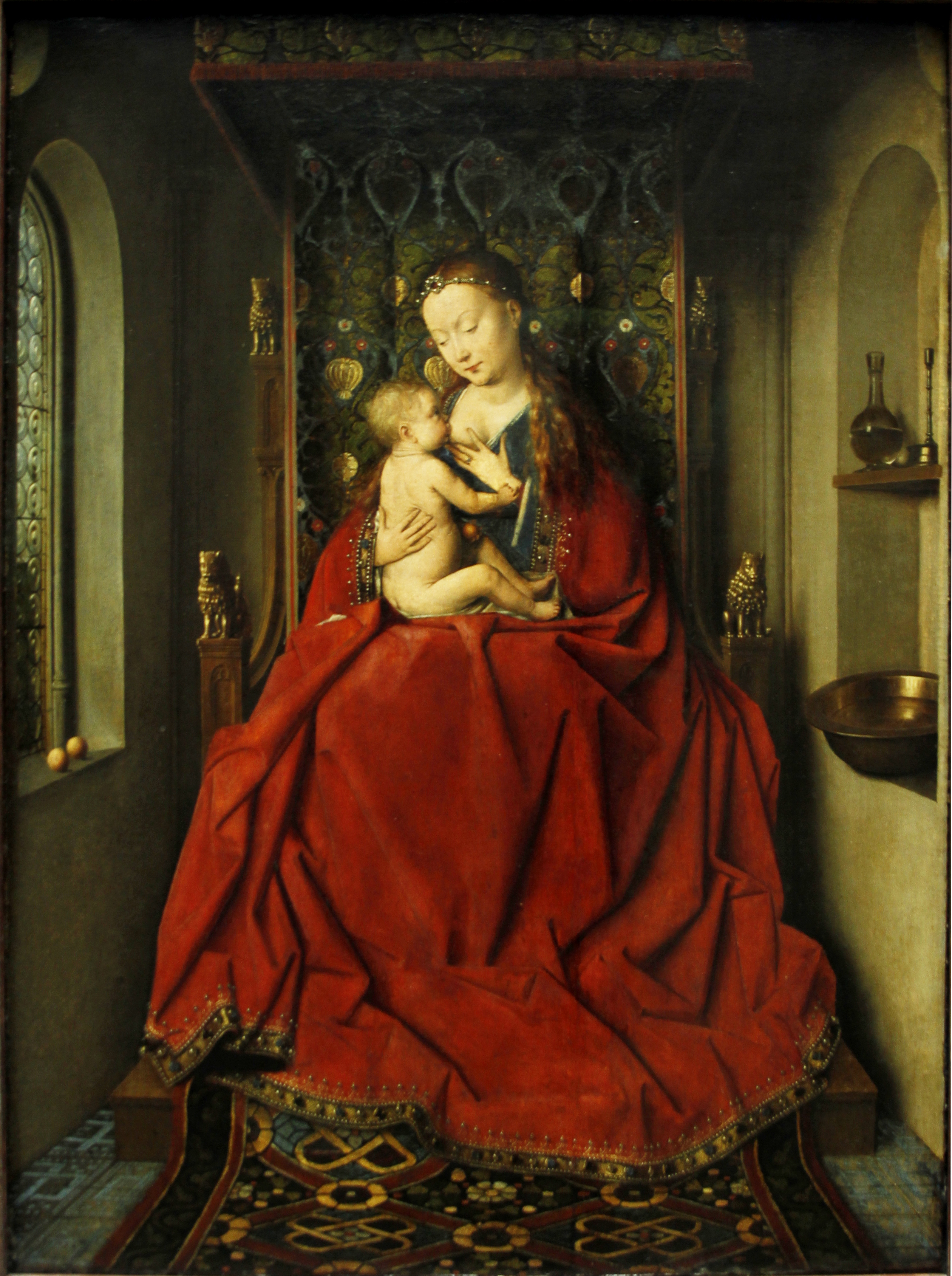
Ян ван Ейк. Мадонна Лукка. Бл. 1430
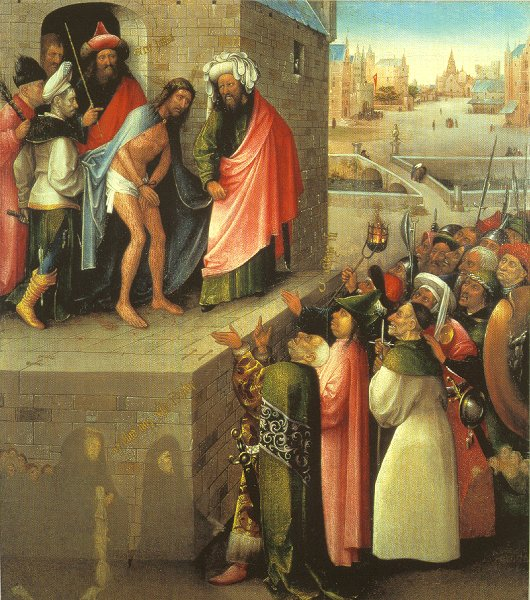
Ієронімус Босх. Ecce Homo. 1480—1485
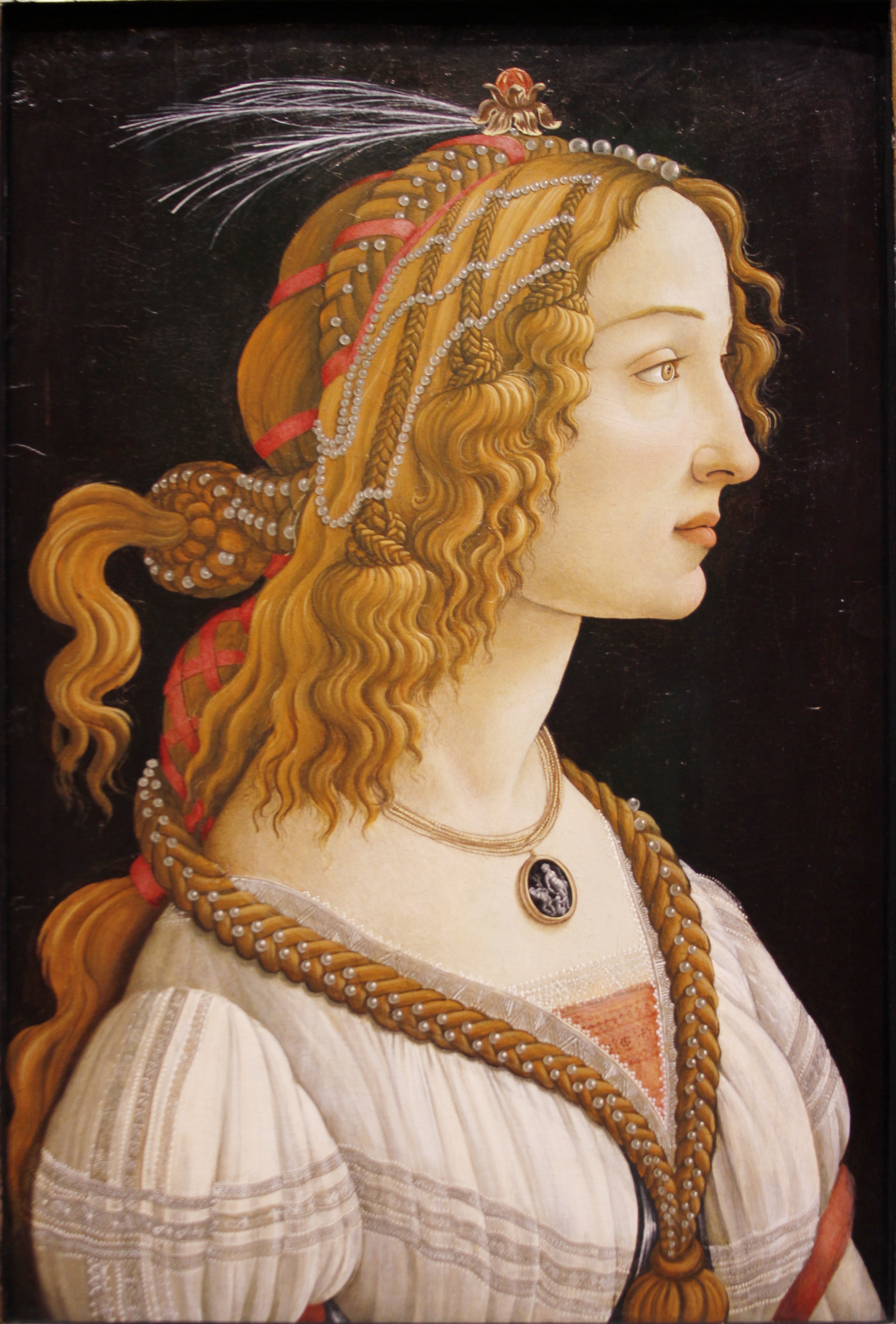
Сандро Боттічеллі. Портрет молодої жінки (Можливо Сімонетта Веспуччі). 1480—1485
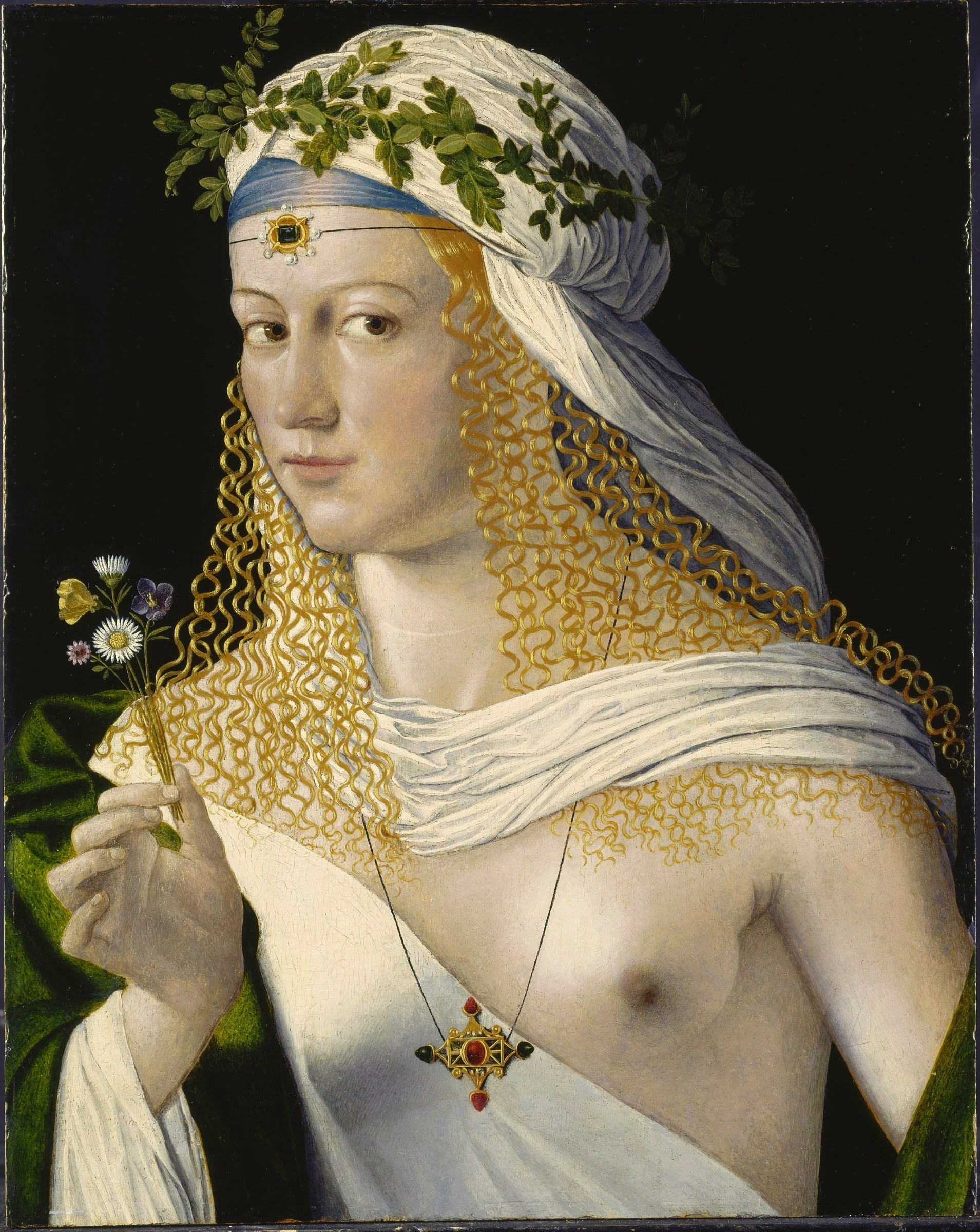
Бартоломео Венето Флора. Можливий портрет Лукреції Борджіа.
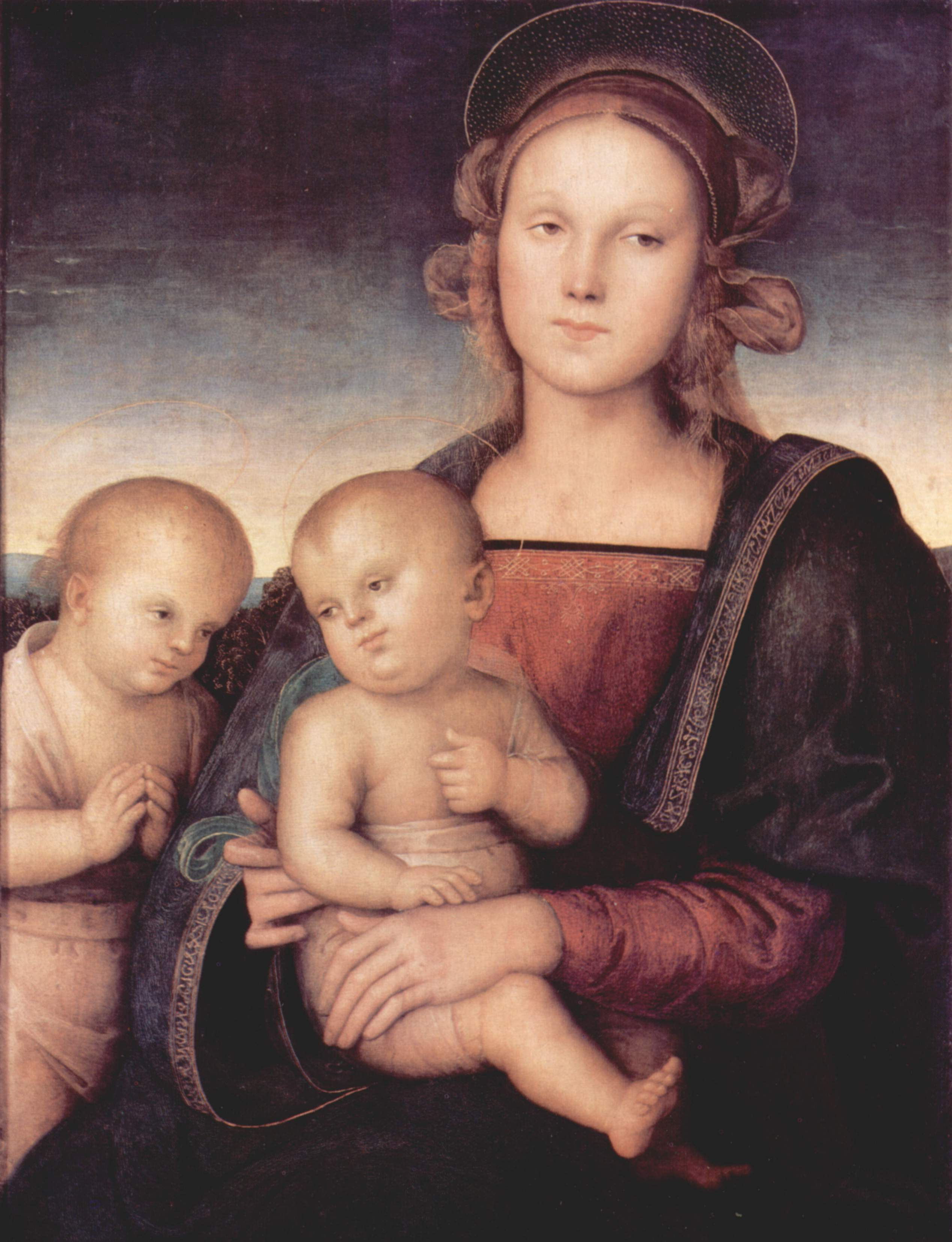
Перуджино. Мадонна з Йоанном Хрестителем Бл. 1479
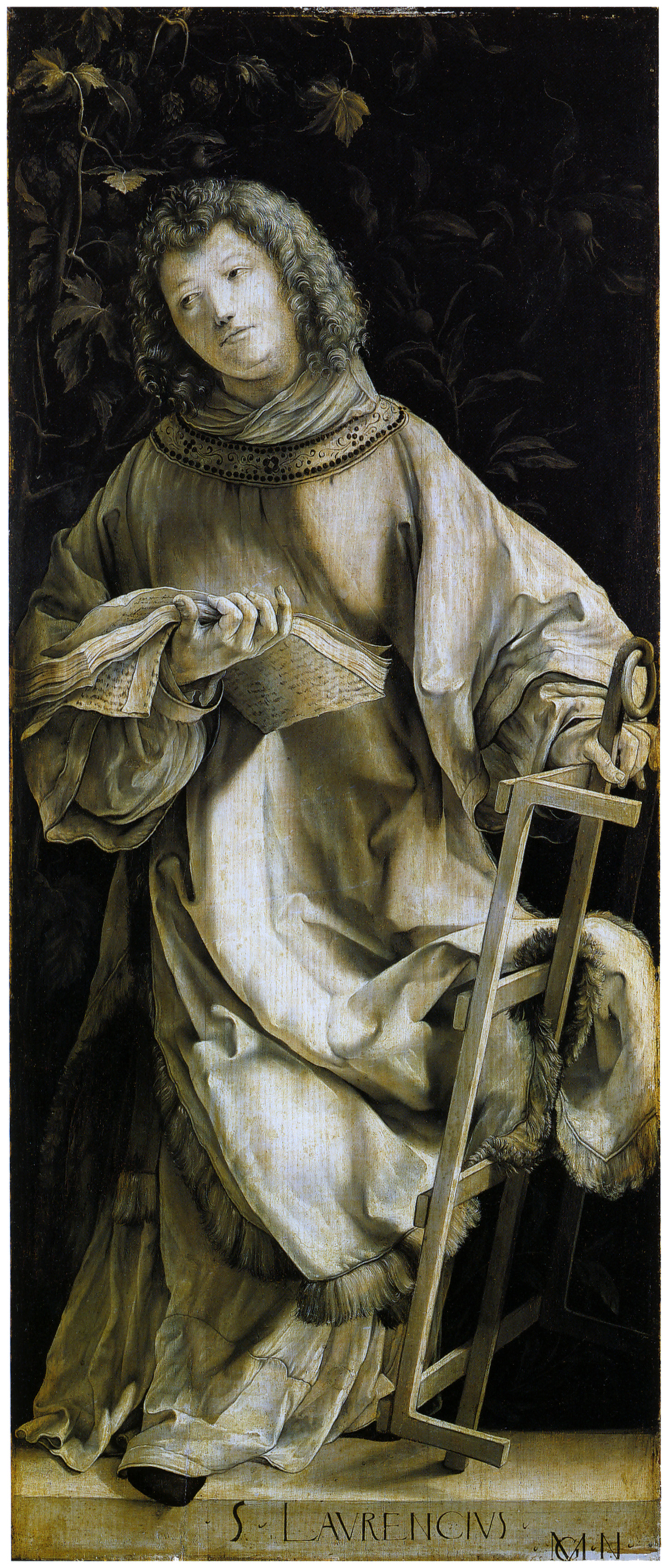
Маттіас Грюневальд. Панель вівтаря Геллера. 1509—1510
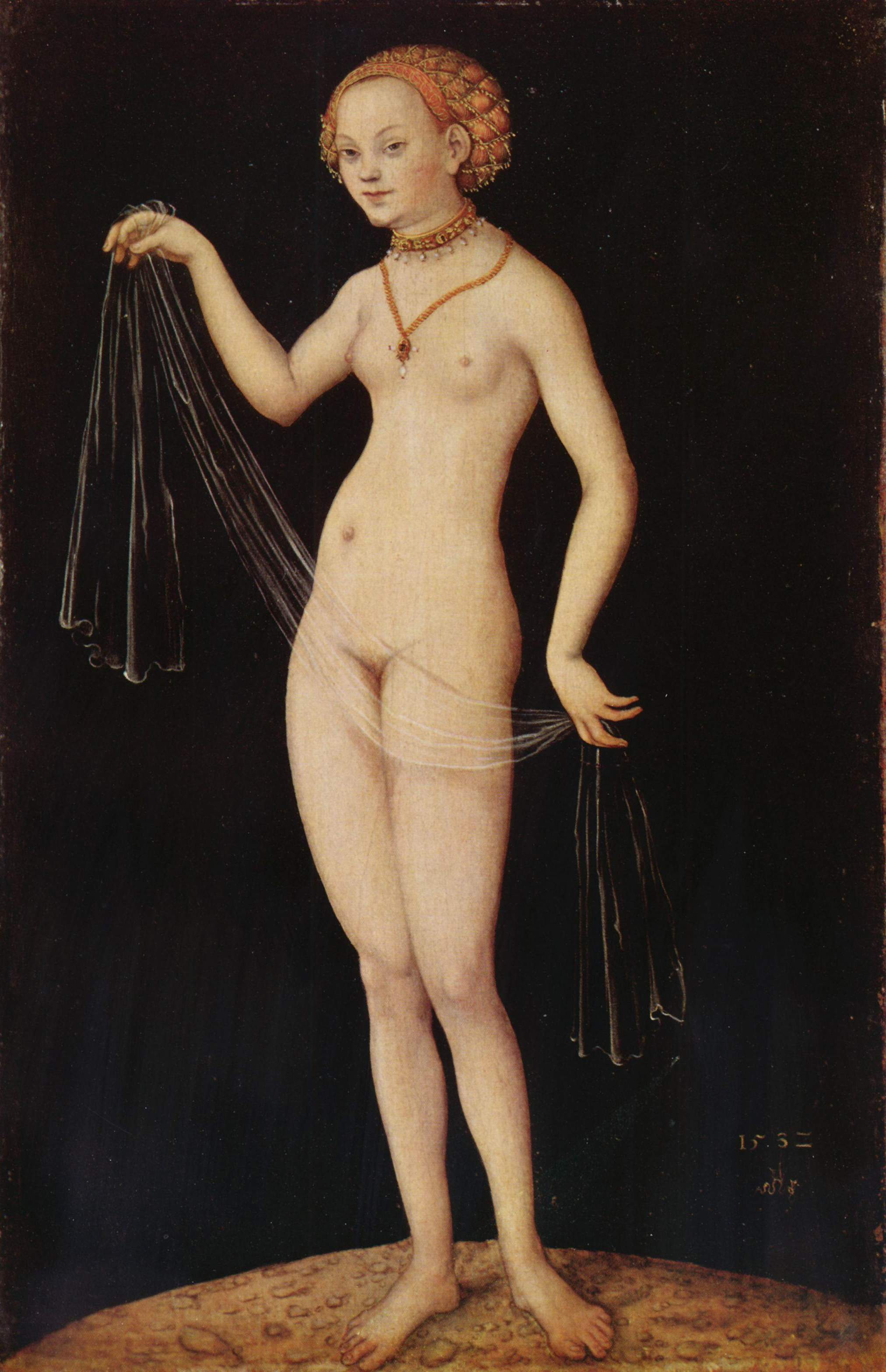
Лукас Кранах Старший. Венера. 1532
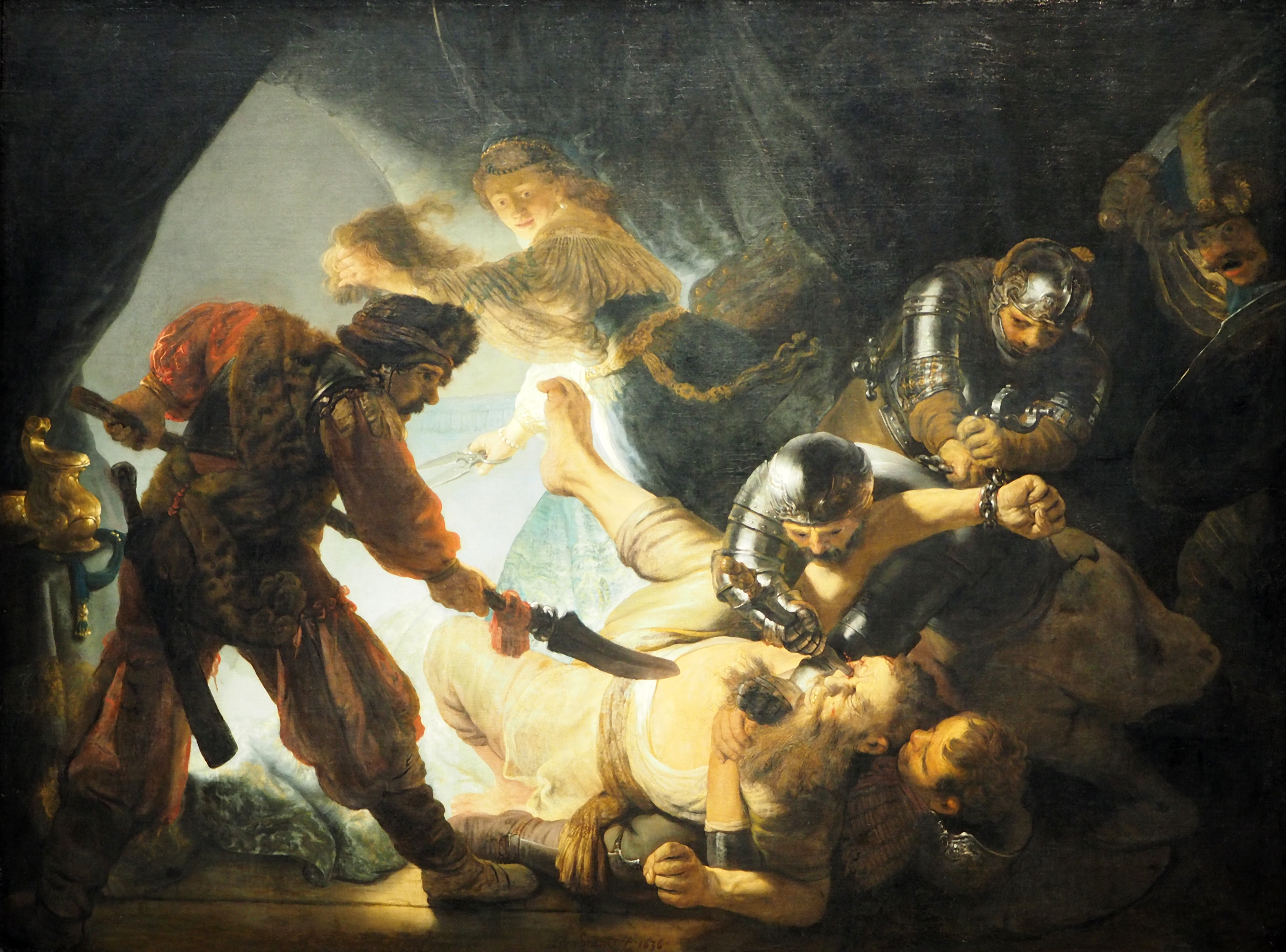
Рембрандт. Осліплення Самсона. 1636
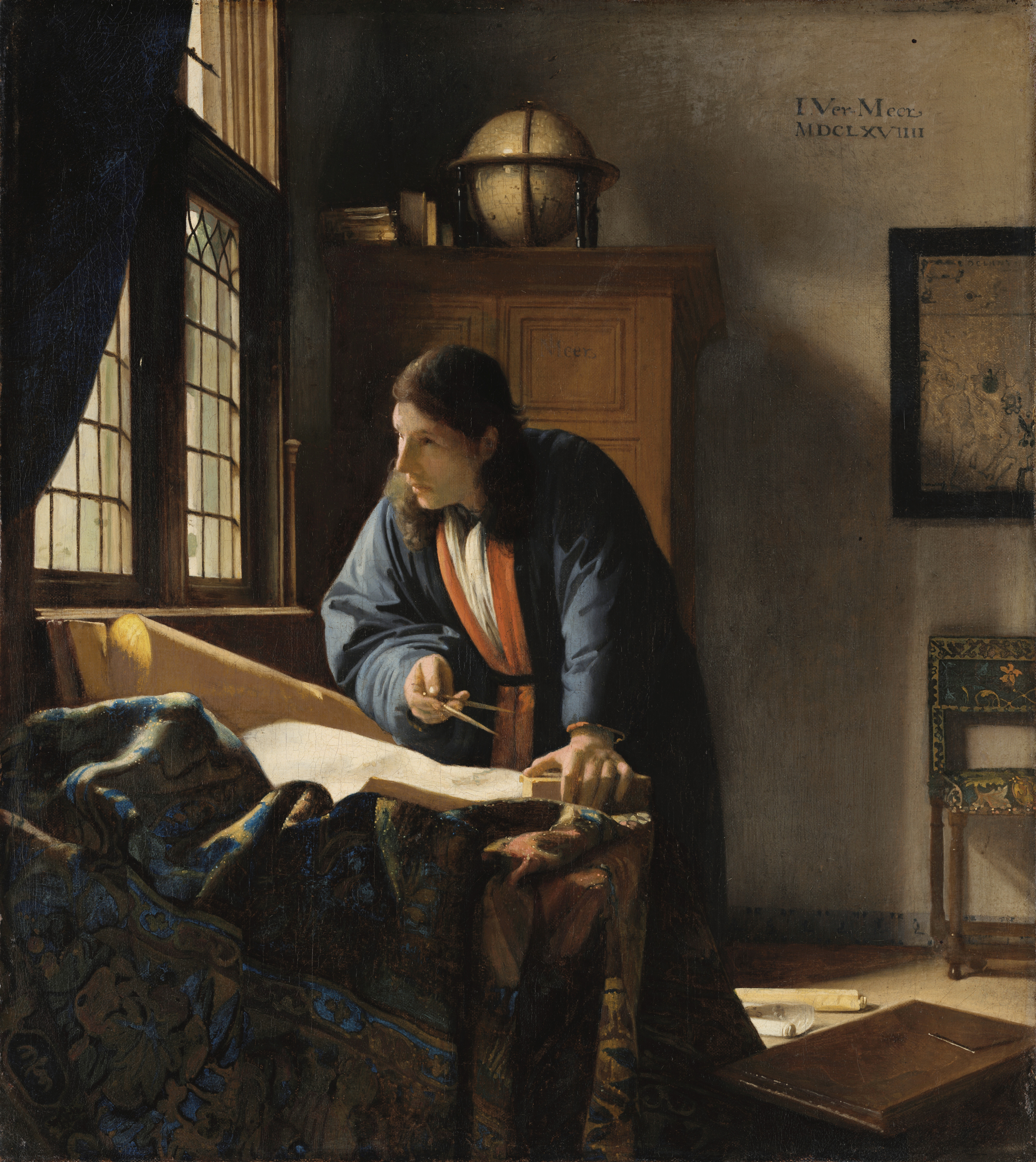
Ян Вермер. Географ. 1669
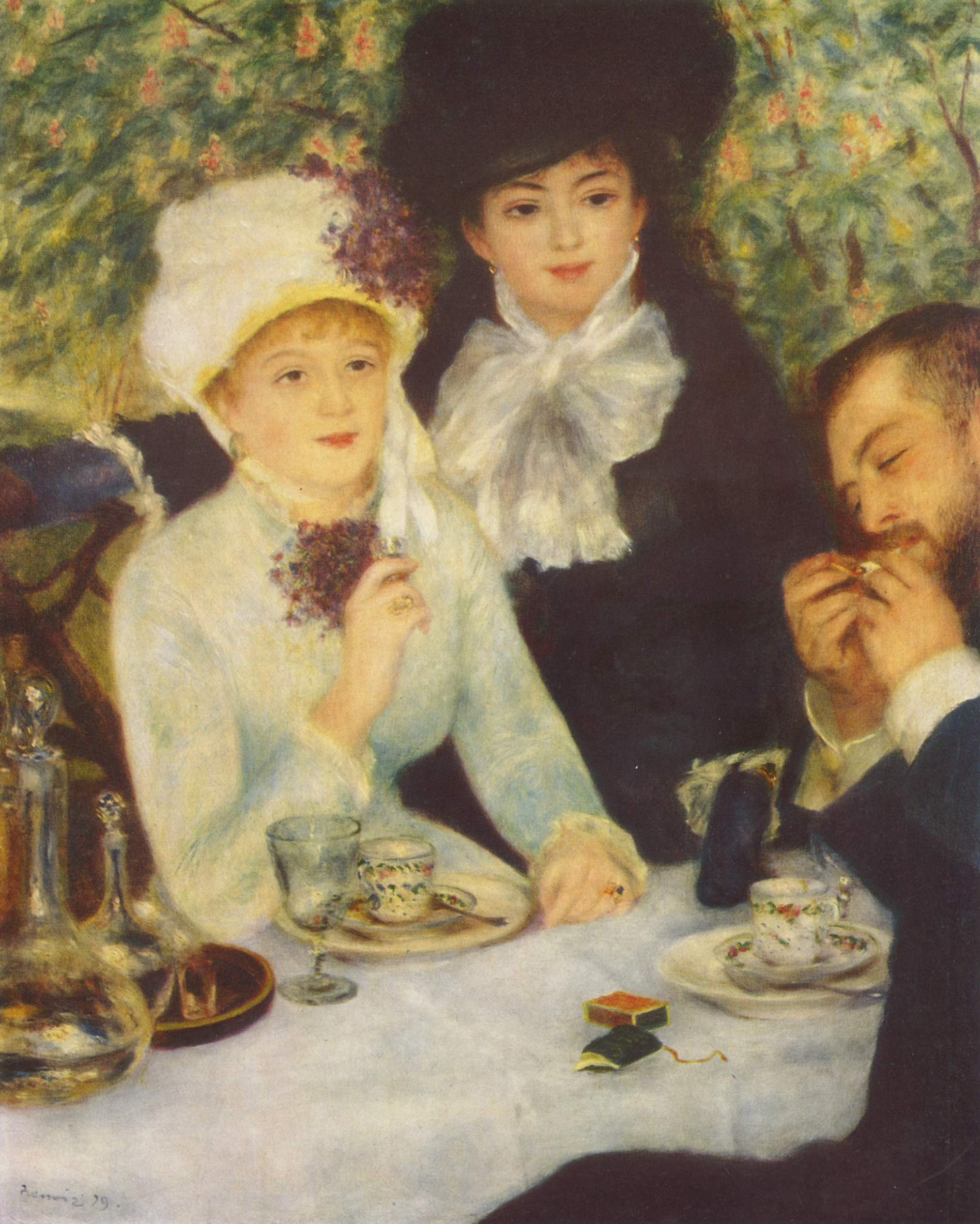
Ренуар. Кінець сніданку. 1879
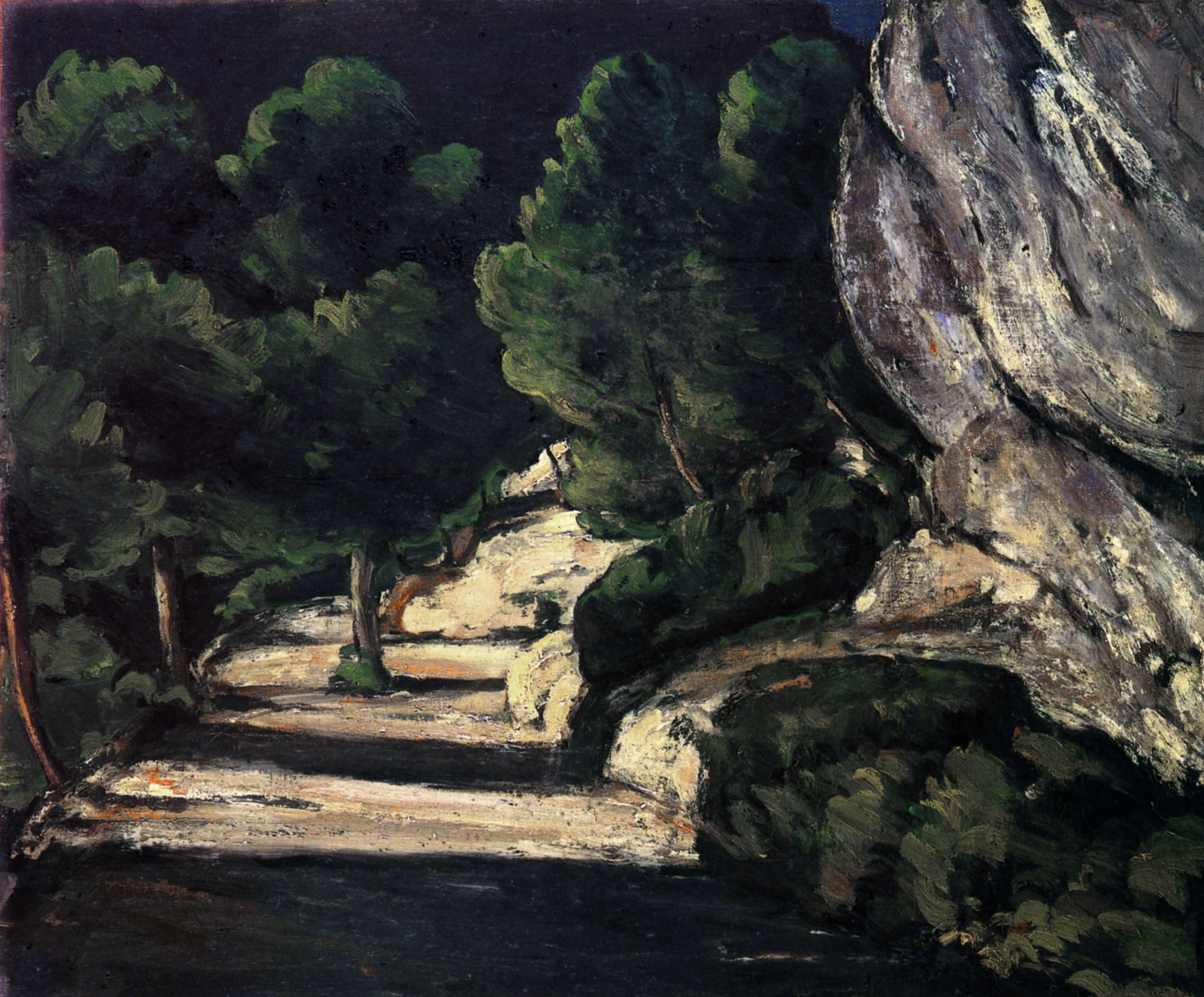
Поль Сезанн. Пейзаж. 1870
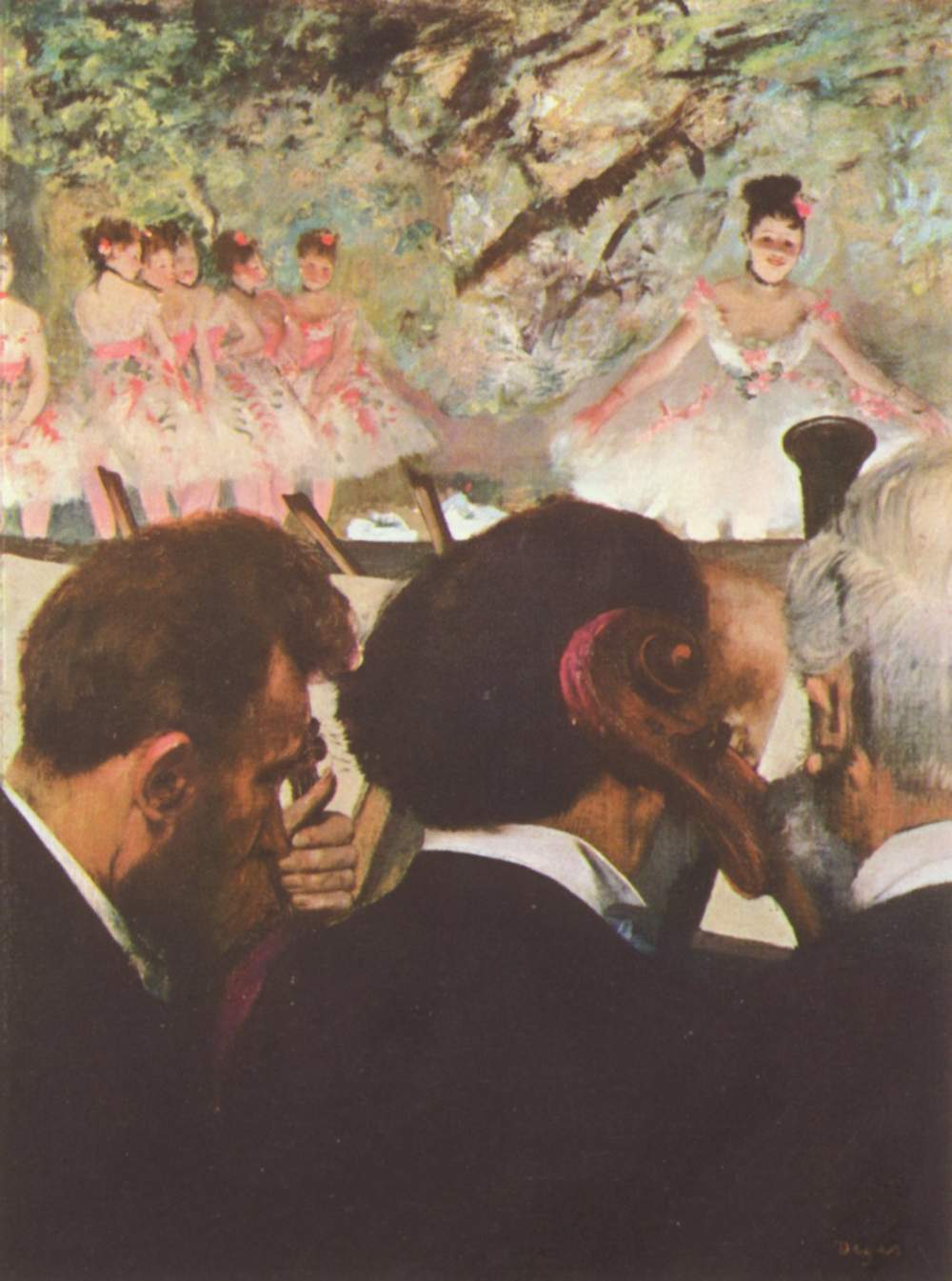
Едгар Дега. Музиканти в оркестрі. 1872